# Стронг, Барретт
Ба́рретт Стронг (англ. Barrett Strong; 5 февраля 1941, Уэст-Пойнт, Миссисипи — 28 января 2023 или 29 января 2023, Ла-Холья, Калифорния) — американский певец и автор песен.
Барретт был двоюродным братом двух участников вокальной ритм-н-блюзовой группы The Diablos. Свою певческую карьеру начал в 1959 году на лейбле Берри Горди Tamla Records (теперь Motown Records), в конце того же года записав написанную Горди песню «Money (That's What I Want)». Песня стала в США большим хитом (первым большим успехом для этого тогда ещё молодого лейбла).
Песня «Money (That's What I Want)» впоследствии стала рок-стандартом (часто исполняемой классикой рока). В частности, песню записывали такие звёзды, как Beatles и Rolling Stones. В 2011 году журнал «Rolling Stone» поместил её на 294 место своего списка «500 величайших песен всех времён».
Кроме этого, Стронг известен как сочинитель песен. Так, в 1961 году он написал хит Эдди Холланда «Jamie», а потом, уйдя на другой лейбл — Vee Jay Records — вернулся на Motown Records в начале 1960-х уже на работу автора песен и продюсера. С 1966 по 1973 год он сочинял песни в паре с Норманон Уитфилдом. В частности, их тандем был автором серии хитов группы The Temptations — Стронг написал слова к таким песням группы, как «Cloud Nine», «Just My Imagination», «Papa Was a Rollin’ Stone».
В 1973 году Барретт Стронг опять ушёл из Motown и вернулся к карьере певца. В частности, из его последующих относительно успешных песен можно назвать «Stand Up and Cheer for the Preacher» (на лейбле Epic) и «Is It True» (1975, на лейбле Capitol Records).

## Признание
Песня «Money (That’s What I Want)» в исполнении Барретта Стронга входит в составленный Залом славы рок-н-ролла список 500 Songs That Shaped Rock and Roll.

## Дискография
- См. «Barrett Strong § Discography» в английском разделе.